# Хелга Флатлан
Хелга Флатлан (на норвежки: Helga Flatland) е норвежка писателка.

## Биография и творчество
Хелга Флатлан е родена на 16 септември 1984 г. във Флатдал, Норвегия. Бакалавър по скандинавистика от университета в Осло.
Издава дебютния си роман „Остани, ако можеш. Замини, ако трябва“ (на норвежки: Bli hvis du kan. Reis hvis du må) през 2010 г. Година по-късно излиза продължението му Alle vil hjem. Ingen vil tilbake, а през 2013 и Det finnes ingen helhet, с което книгата се превръща в трилогия.
През 2015 г. сключва договор за поставяне на драматизация по „Остани, ако можеш. Замини, ако трябва“ на сцената на Националния театър в Осло през 2017 г.

### Сюжет на „Остани, ако можеш. Замини, ако трябва“
Историята е разказана от четири гледни точки – две са на възмъжаващите младежи, чийто живот се разкрива постепенно пред нас, третата е на майката на един от тях, а четвъртата е на съседа, пред чиито очи се разгръща тази история. Таряй, Трюгве, Кристиан и Бьорн живеят в малко норвежко селце – сцена на плаха любов, тайна саможертва, неизказани мечти и мъчителни разочарования. За да се научат да живеят истински, те постъпват в армията. Но дали тази тяхна стъпка няма да се превърне в последна, а животът им – в трагедия?

## Награди
- Награда „Таряй Весос“ за дебют (2010 г.)
- Награда на критиката за млад автор (2010 г.)
- Награда „Аскехау“ за дебют (2010 г.)

## Произведения

### Серия „Таряй, Трюгве, Кристиан“ (Tarjei, Trygve and Kristian)
1. Bli hvis du kan. Reis hvis du må (2010)
Остани, ако можеш. Замини, ако трябва, изд.Персей, София (2015), прев. Ростислав Петров
2. Alle vil hjem. Ingen vil tilbake (2011)
3. Det finnes ingen helhet (2013)